# Fartàritx
Fartàritx és una antiga alqueria i possessió de Pollença situada a un replà elevat de la muntanya, a l'ombra del puig del Ca de Míner (880 m.), deixant a un costat la Cuculla de Fartàritx (700 m.) i a l'altra la mola del puig Tomir (1.100 m.). L'indret forma com una balconada sobre la Vall d'en Marc (l'antic Bàlitx o Vàritx) i les muntanyes de Mortitx, Ariant i Ternelles. El terreny de l'antiga alqueria en l'actualitat està dividit en tres possessions: Fartàritx Gran o d'en Roig (453 m.), Fartàritx d'en Vila (en ruïnes) i Fartàritx del Recó (460 m.).

## Confrontes
Fartàritx està situada entre Míner, Lassarell, la Mola, el Rafal, el Pujol i Muntanya.

## El nom i etimologia
La primera forma documentada, en el Llibre del Repartiment, és Alqueria Fardàritx. Fartàrig (1448, 1458 i 1489), Fartarix en el mapa del cardenal Despuig.
L'etimologia és incerta, encara que és clar que forma part de la sèrie de topònims d'origen mossàrab acabats en -itx (Llinàritx, Favàritx, Tacàritx, Moscari(tx), etc.).

## Història
Apareix en el Llibre del Repartiment com l'Alqueria Fardàritx de 5 jovades, dins la porció ‘de domo Templi’, formant part del ajzã' de les Muntanyes però després passà a formar part de Pollença. Al Llibre d'actes del Temple només figura una divisió de béns radicats a aquesta alqueria. Tant Gerald de Pont i sa muller Maria, com llur fill Guillem pagaran el cens (…) als hereus de Bernat Rotger; a més, Gerald de Pont pagarà 5 sous al Temple pel Clot de Fartarig,
dins la seva part. Totes dues parts fruïran d'empriu de pastures i, quan Gerald sigui mort,
el seu fill Guillem podrà accedir a la meitat del Clot pagant la meitat del cens (…). La part
de Guillem inclou les cases de l'alqueria. En el s. XVII estava dividida en dues propietats. El 1672 Fartàritx dels Martorell -de l'Hort- tenia cases i guarda d'ovelles. El 1728 Fartàritx dels Martorell -de Pedruixella- comprenia el rafal de Can Huguet i tenia cases amb 52 quarterades de blat de xeixa. La plana elevada de Fartàritx s'ha dedicat essencialment als cereals, amb petites superfícies d'hort aprofitant les diverses fonts. La ramaderia dominant ha estat l'ovina.

## Topònims de Fartàritx
Font de Fartàritx, pas de l'Ai, la Moleta, el Moletó, Cuculla de Fartàritx, el Salt, el Ninot, font de la Roca, el Blanquer, portell de Míner, coll de Fartàritx, casa de la Neu, cova dels Coloms, coster del Racó, torm de la Seda, la Roca Llisa, el Cingle, font de la Parra, cova d'en Ramon, torrent de l'Hort, torrent del Blanquer, torrent de la Parra, torrent de la Font de la Roda, salt del Molinet, la Sortassa, tanca de la Figuera, clot d'Infern, la Codolinea, clos de Can Vila, l'Almàngara, cova dels Alls, la Coma, l'Escapçada, els Picons, pla del Fornàs, la Vinyota, pla de la Rotina, canals dels Marts, el Collaràs, el Clos Nou, font del Poll, torrent de Vàritx, la Casa Nova, la Pleta.

## Patrimoni etnològic i històric
Prop de Fartàritx del Raco hi ha un talaiot de planta circular construït sobre una plataforma quadrada. En el coster del Racó, abans d'arribar al coll de Fartàritx hi ha un clot de neu (antic depòsit per replegar neu amb la finalitat de disposar-ne a l'estiu) que conserva unes cases de neu amb la coberta sencera